# 야스다 쇼타
야스다 쇼타(일본어: 安田章大, 1984년 9월 11일 ~ )는 일본의 배우이자, 가수이다. STARTO ENTERTAINMENT에 소속의 칸쟈니∞의 멤버이다. 효고현 아마가사키시 출신. 애칭은 야스(ヤス), 쇼짱(章ちゃん), 얏상(やっさん) 등. 아라시 멤버 아이바 마사키와 사이가 좋다.

## 약력
- 1997년 9월, 아이바 마사키(현재 아라시로 당시 쟈니즈 주니어)의 팬이었던 누나가 자신의 마음대로 이력서를 보냈다. 야스다 본인은 내키지 않았지만 "어차피 합격하지 않을테니까 가지 않아도 돼"라는 어머니의 말에 반항심을 느껴 오디션을 보게 되었고, 쟈니스 사무소에 입소하게 된다.
- 입소 동기로는 니시키도 료, 마루야마 류헤이, 오쿠라 타다요시가 있다.[1]
- 쟈니스 주니어 시절에는 주로 칸사이(관서 지방) 쟈니즈 주니어의 중심이었던 시부타니 스바루, 요코야마 유, 무라카미 싱고의 백댄서로 활약하였고, 동기의 멤버로 구성된 유닉 〈BIGWEST〉에도 참가. 이후 우치 히로키, 마루야마 류헤이, 오쿠라 다다요시 등과 함께 "V.WEST"라는 밴드 형식의 유닛을 결성해 기타리스트로 활동. V.WEST에서는 리더를 역임했다.[2]
- 2002년에 칸사이 주니어 일원에서 칸쟈니∞를 결성, 2004년 싱글 〈浪花いろは節 나니와이로하부[*]〉로 CD 데뷔.
- 2006년 12월 13일부터 15일에 오사카 쇼치쿠좌에서 솔로 콘서트를 개최하였다.
- 2008년 2월 10일부터 26일까지 혼자서 무대 《818》를 공연하며, 혼자 다섯사람의 역할에 도전했다.
- 2009년 3월 16일부터 - 4월 19일까지, 주연 무대 《카고츠루베》를 도쿄·오사카에서 공연.
- 2011년 7월 9일부터 8월 1일까지, 주연 무대 《트러스트 이카네에》를 도쿄·오사카에서 공연.

## 출연 작품

### 버라이어티
- 《말도 안 되는 ∞ 세상》 (2008년 4월 15일 -, TV 도쿄)
- 《폭소! 대일본아캉경찰》 (2011년 4월 24일 -, 후지 TV) ※준 레귤러로 부정기 출연

### 텔레비전 드라마

#### 연속 드라마
- 《7인의 사무라이 J가의 반란》 (1999년 4월 9일 - 2000년 9월 30일, ABC)
- 《쇼콜라》 (2003년 5월 - 7월, TBS)
- 《ROMES 공항방어시스템》 (2009년 10월 - 12월, NHK)
- 《0호실의 손님 Second Story》 (2009년 11월 20일 - 12월 4일, 후지 TV)
- 《드래곤 청년단》 (2012년, TBS / MBS)
- 《야행 관람차》 (2013년 1월 -, TBS)
- 《될 대로 될거야》(2013년 8월 -, )

#### 단편 드라마·게스트 출연
- 《무서운 일요일 ~2000~ 제10회 "기억에서의 사자 - 다시 살아난 과거의 공포!!"》 (2000년 9월 10일, NTV)
  - 《무서운 일요일 "아프리카로부터"》
- 《자전거 소년기》 (2006년 11월 23일, TV 도쿄)
- 《야스코와 켄지 제5화》 (2008년 8월 9일, NTV)
- 《24시간 TV 스페셜 드라마 "살아가는 것만으로도 괜찮아"》 (2011년 8월 20일, NTV)
- 《신춘 스페셜 드라마 "이제 유괴같은건 안할래"》 (2012년 1월 3일, 후지 TV)

### 영화
- 《에이트 레인저》 (2012년 7월 28일, 도호)
- 《바샤우마상과 빅마우스》 (2013년 11월 2일, [도에이])

### 무대(연극)
- 818 (2008년 2월 10일 - 2월 20일, 도쿄 글로브 좌 / 2월 23일 - 2월 26일 오사카 후생 연금 회관 예술 홀)
- 카고츠루베 (2009년 3월 16일 - 3월 31일, 아오야마 극장 / 4월 16일 - 4월 19일 NHK 오사카 홀)
- 트러스트 이카네에 (2011년 7월 9일 - 8월 1일, 도쿄 글로브 좌 / 8월 4일 - 8월 7일 극장 드라마 시티)

## 광고(CM)
- 얀마 주식회사 "방송 40주년 기념" PR (1999년) - 니시키도 료와의 공동 출연
- 하우스 식품 구운 콘 (2001년 9월, (관서 지방 한정)·2002년 1월, (전국))
- 아사히 맥주 "스타일 프리" (2011년 - 현재)
- 모리나가 제과 "하이츄우" (칸쟈니 ∞)
- 산토리 음료 "CCLemon" (칸쟈니 ∞) (2012년 - 현재)
- 스카라보 (칸쟈니 ∞) (2012년 - 현재)

## 참여 곡

### 솔로곡
- 君と僕
- それぞれの君と
- 人様の光
- わたし鏡 (2007년)
- アイライロ (2009년)
- TOPOP (2010년)

### 작사·작곡
- ONE
- High Position
- Down up↑
- Soul way

모두 "스바루 BAND"의 곡, 작사는 시부타니 스바루.
- アメちゃん
- オニギシ
- プリン
- みかん

모두 "삼형제"의 곡, 작사는 요코야마 유.
- desire (작사: 시부타니 스바루)
- Kicyu (작사: 요코야마 유)
- Snow White (니시키도 료와 공동 작)
- cHoco レート (요코야마 유의 솔로곡, 작사는 요코야마 유)
- って!!!!!!! (오쿠라 다다요시와 공동 작)
- Eightopop!!!!!!! (작사, 작곡)
- Dye D? (작사, 작곡)
- 夜な夜な☆ヨー NIGHT (오쿠라 다다요시, 무라카미 싱고와 공동 작)
- クルトン (작사는 요코야마 유)
- All is Well (작곡, 작사는 멤버 전원)
- My dreams (작사는 오쿠라 타다요시)
- Can't stop (작사는 오쿠라 타다요시)
- My story (작사는 오쿠라 타다요시)